# Mpwapwa (huyện)
Mpwapwa là một huyện thuộc vùng Dodoma, Tanzania. Thủ phủ của huyện Mpwapwa đóng tại Mpwapwa Mjini. Huyện Mpwapwa có diện tích 7479 ki lô mét vuông. Đến thời điểm điều tra dân số ngày 25 tháng 8 năm 2002, huyện Mpwapwa có dân số 253602 người.